# Panglaphyra duboulayi
Panglaphyra duboulayi är en skalbaggsart som beskrevs av Thomson 1879. Panglaphyra duboulayi ingår i släktet Panglaphyra och familjen Cetoniidae. Inga underarter finns listade i Catalogue of Life.